# Sabina Berman

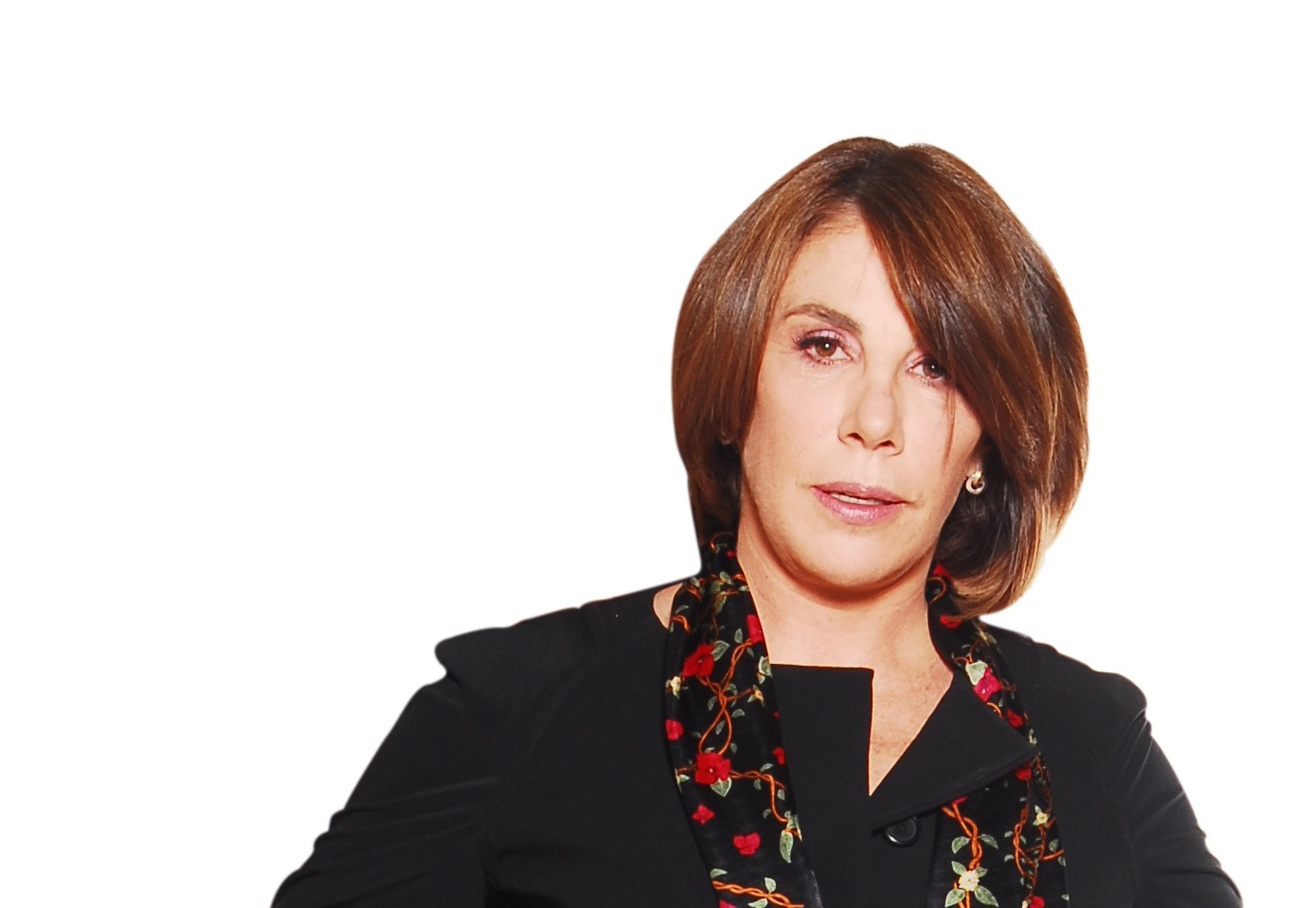
Sabina Berman (2010)

Sabina Berman (* 21. August 1955 in Mexiko-Stadt) ist eine mexikanische Schriftstellerin und Film- und Theaterregisseurin.

## Leben
Geboren als drittes von vier Kindern und Tochter der polnisch-jüdischen Emigranten Enrique Berman und  Raquel Goldberg, studierte Sabina Berman nach dem Abitur mexikanische Literatur und Psychologie an der Universidad Iberoamericana.
Schon während ihres Studiums Mitte der siebziger Jahre verfasste sie erste Theatertexte, in denen sie sich mit Themen über die persönliche Freiheit und die weibliche Identität auseinandersetzte. Ihr erster, autobiografischer Roman La Bobe (Die Großmutter) erschien 1990. Darin beschreibt die Autorin ihre Kindheit in der Kolonie aschkenasischer Juden in Mexiko-Stadt. Im Zentrum steht die jiddisch sprechende Großmutter.
Für ihre Theaterstücke, Fernsehspiele, Gedichte und Prosatexte hat Sabina Berman zahlreiche Auszeichnungen erhalten.
Sie ist unter anderen viermalige Preisträgerin des Nationalpreises für Theater in Mexiko (Premio Nacional de Dramaturgia en México), hat den Premio Juan Ruiz de Alarcón und zwei Mal den Premio Nacional de Periodismo  (1999 und 2007) erhalten.
Heute publiziert Sabina Berman Anthologien weiblicher Schriftsteller, kommentiert Morde an Frauen und schreibt Drehbücher. "In unserem Land herrscht nicht nur Machismus, es gibt auch ein sehr starkes feministisches Bewusstsein", sagt Berman. Sie will die Frauen in Mexiko dazu ermutigen, "dem permanenten Angriff standzuhalten und darüber nicht zur Giftschlange zu werden."
Im Juli 2012 erhielt Sabina Berman den LiBeraturpreis für ihren Roman Die Frau, die ins Innerste der Welt tauchte. Die Jury lobte ihre sachliche und scharfsinnige, mitunter surreale und immer wieder humorvolle Erzählweise.
Die Frau, die ins Innerste der Welt tauchte (Originaltitel: La Mujer que buceó dentro del Corazón del Mundo) ist Sabina Bermans zweiter Roman und die erste deutschsprachige Übersetzung.  Er wurde bislang  in 11 Sprachen und in über 33 Ländern, darunter Spanien, Frankreich, USA, England und Israel veröffentlicht.
2018 wurde sie für ihre Arbeit als Drehbuchautorin in die Academy of Motion Picture Arts and Sciences berufen, die jährlich die Oscars vergibt.

## Auszeichnungen
- 2012 LiBeraturpreis

## Romane
- La Bobe (1990)
- La Mujer que buceó dentro del Corazón del Mundo (2010)
  - Die Frau, die ins Innerste der Welt tauchte. Deutschsprachige Übersetzung von Angelica Ammar erschienen im S. Fischer Verlag. Frankfurt am Main 2011, ISBN 978-3-10-021606-9